# Прайор-Лейк
Прайор-Лейк (англ. Prior Lake) — город в округе Скотт, штат Миннесота, США. На площади 41,5 км² (35 км² — суша, 6,6 км² — вода), согласно переписи 2007 года, проживают 19 319 человек. Плотность населения составляет 454,9 чел./км².
- Телефонный код города — 952
- Почтовый индекс — 55372
- FIPS-код города — 27-52594[1]
- GNIS-идентификатор — 0649740[2]